# Baumschulwäldchen

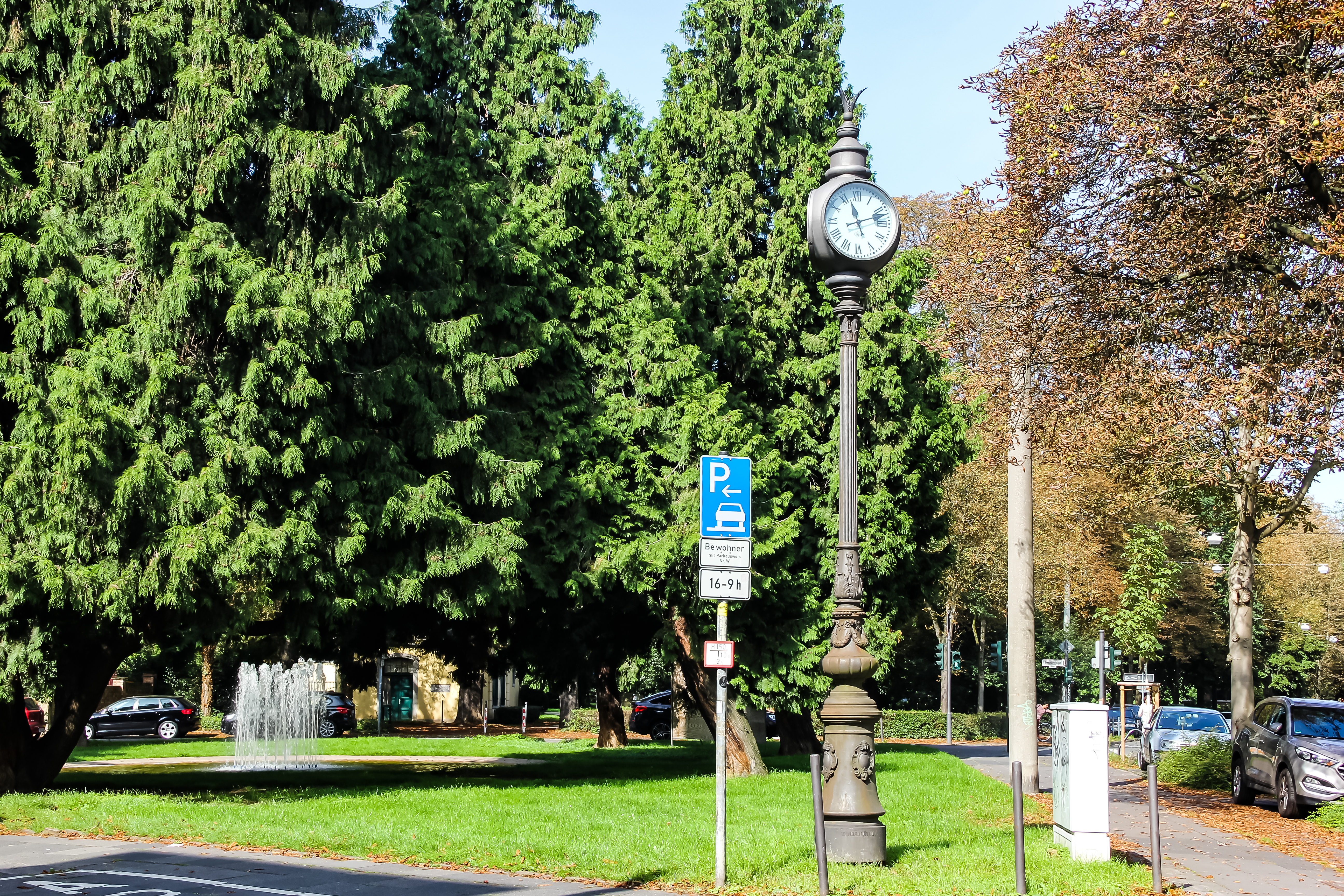
Blick vom Beethovenplatz auf das Baumschulwäldchen. Hinter dem Springbrunnen ist das Kurfürstliche Gärtnerhaus erkennbar

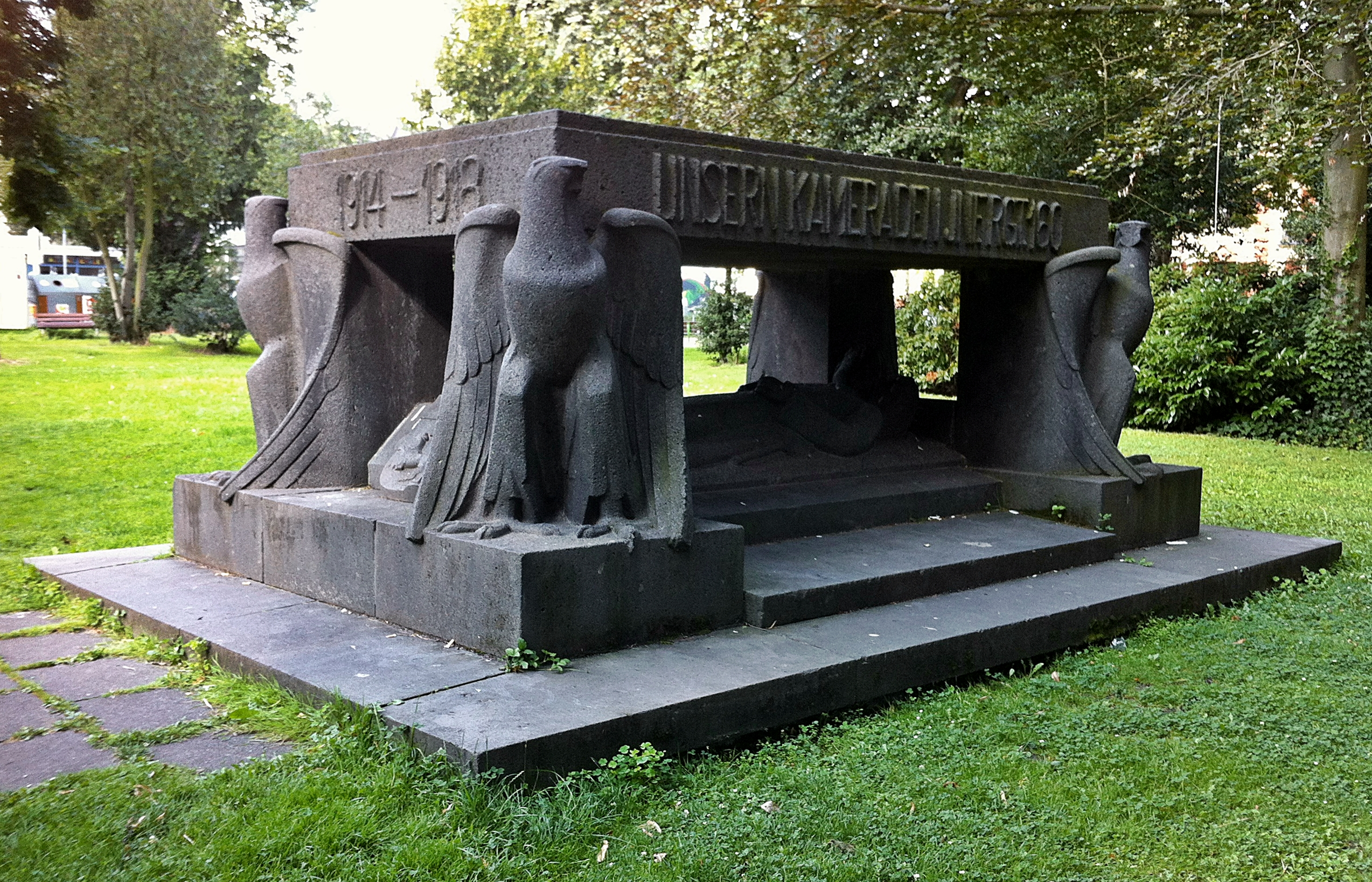
Kriegerdenkmal des Ersten Weltkriegs: Gedenkstätte für die Bonner Gefallenen des Rheinischen Infanterie-Regiments Nr. 160 von Peter Terkatz

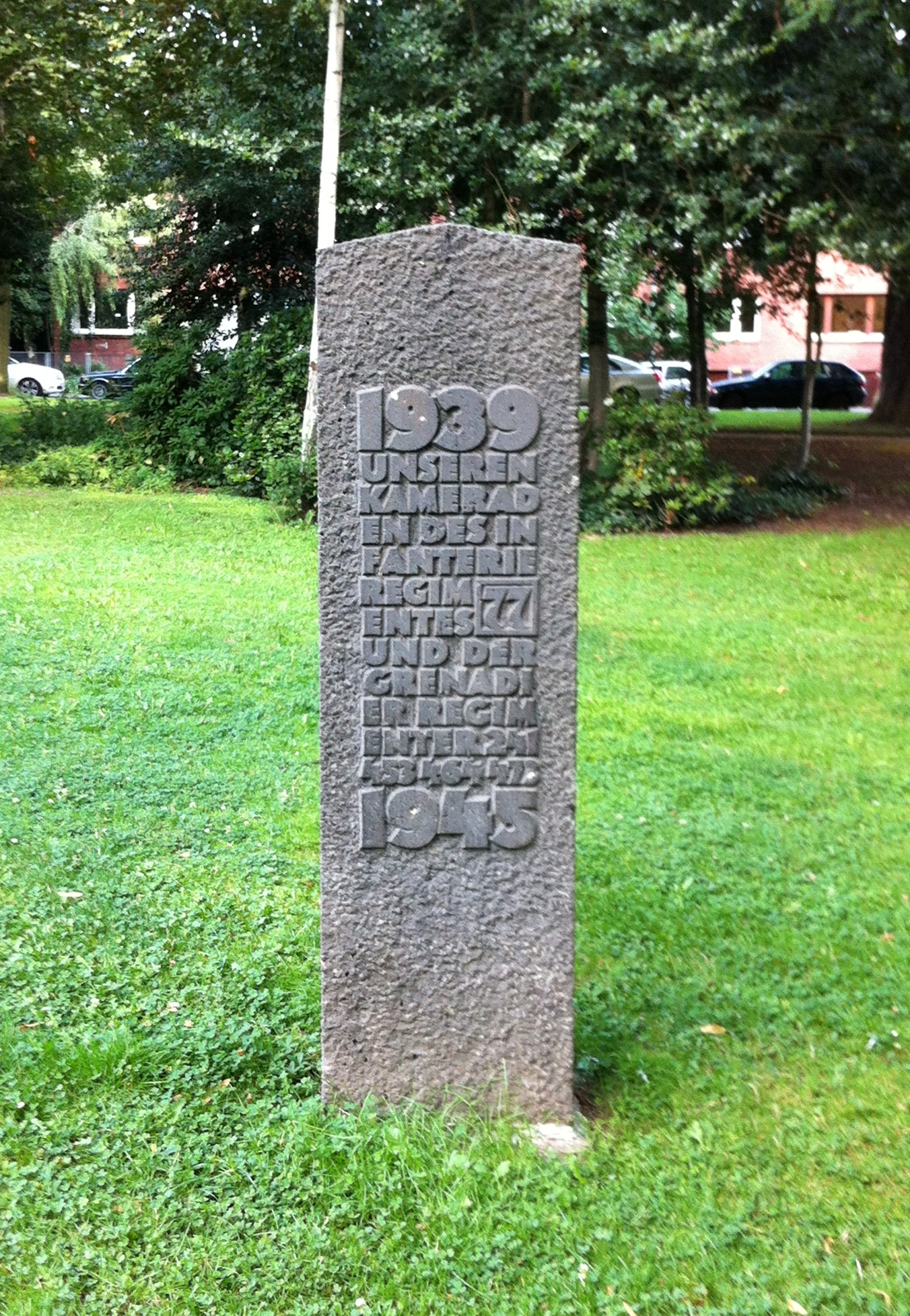
Kriegerdenkmal des Zweiten Weltkriegs: Gedenkstein für die Gefallenen des Infanterieregiments 77 und der Grenadierregimenter 241, 453, 464 und 473

Das Baumschulwäldchen im Bonner Stadtteil Weststadt ist ein 1,4 Hektar großer Stadtpark. Gemeinsam mit dem hier stehenden Kurfürstlichen Gärtnerhaus steht der Park als Gelände der ehemaligen kurfürstlichen Baumschule unter Denkmalschutz.

## Geschichte
Unter den Kölner Kurfürsten wurde in Bonn im 18. Jahrhundert ein großzügiges, barockes Park- und Alleenensemble um das Poppelsdorfer Schloss herum angelegt. Zu den damals entstandenen Anlagen zählen der Hofgarten, der Bonner Stadtgarten, die Poppelsdorfer Allee, die Nussallee, die Baumschulallee, der Botanische Garten und auch das Baumschulwäldchen.
Etwa um 1720 entstand unter Kurfürst Joseph Clemens von Bayern das Baumschulwäldchen am damaligen Zusammenfluss von Endenicher und Poppelsdorfer Bach. Damals lag die bewaldete Parkanlage westlich der Stadtmauern, von Feldern umgeben. Die Anlage umfasste eine Fläche von knapp zwei Hektar. Hier wurden Bäume für die kurfürstlichen Gärten und Alleen gezogen. Der letzte Kölner Kurfürst, Maximilian Franz von Österreich, hielt sich häufig in der von ihm geschätzten Anlage auf und ließ hier ein kleines „Lusthäuschen“ errichten, das heutige Kurfürstliche Gärtnerhaus. In Richtung der Endenicher Straße wurden auch eine Gärtnerwohnung und Stallungen gebaut, die nicht mehr erhalten sind. Auf einer Karte von Jean Joseph Tranchot vom Beginn des 19. Jahrhunderts zeigen die Wege der Anlage noch gerade, symmetrische Strukturen auf: ein Zentralweg wird im rechten Winkel von vier Querwegen gekreuzt.
Im ausgehenden 18. Jahrhundert wurde das Areal im Zusammenhang mit Stadterweiterungen und Straßenbau verkleinert. 1846 entstand ein Turnplatz und 1881 eine Reitbahn auf vormaligem Parkgrund. 1905 wurde ein weiterer Teil an die Stadt zum Bau des Wittelsbacherrings (Verlängerung der Baumschulallee) abgetreten. 1908 übernahm die Stadt die gärtnerische Pflege von der bis dahin zuständigen Bonner Universität. Der heute erhaltene Restpark verfügt über geschlängelte Wege und eine Wiesenfläche. Im Park befinden sich neben einem Spielplatz zwei Denkmäler für gefallene Bonner Soldaten der beiden Weltkriege und eine als Naturdenkmal eingestufte Esskastanie, die auf ein Alter von 120 Jahren geschätzt wird.

## Umstrittene Neugestaltung
Ab Jahresende 2017 bis zum Sommer 2018 wurde die Anlage auf Basis einer bundesweiten Ausschreibung neu gestaltet. Im Februar 2015 war die Auswahl auf ein Projekt unter der Leitung von Rainer Sachse (* 1968) gefallen. Der Park wurde danach in zwei Zonen aufgeteilt, ein Natur- und ein botanisches Wäldchen. Es sollte eine „Promenade um den Park herum“ sowie an die ursprüngliche Gestaltung anknüpfende, gerade Wege angelegt werden. Ab Januar 2016 kam es über die geplanten Änderungen zu Protesten von Anwohnern bei der Bezirksverwaltung. Die Einbeziehung der Bürger in die Planung der 280.000 Euro teuren Neugestaltung des Parks wurde beschlossen. Als Ergebnis der Bürgerbeteiligung wurde die Begradigung der Wege wieder verworfen. Im Januar 2018 kam es zur Fällung von rund 50 Bäumen, was zu erneuten Protesten eines Teils der Anwohner führte.